# Репный Посад
Репный Посад — упразднённая в 1957 году деревня в Медвежьегорском районе Республики Карелия Российской Федерации. Включена в черту села Великая Губа, ныне (2025) административного центра Великогубского сельского поселения.

## География
Расположено на восточном берегу Великой губы Онежского озера.

## История
До упразднения уездно-губернского деления входила в состав Великогубской волости Петрозаводского уезда Олонецкой губернии. Входила в сельское Великогубское общество (1905). Жители деревни относились к Великогубскому приходу Петрозаводского благочиния.
В результате сокращения населения в 1957 году деревни Верховье, Репный Посад, Великогубский погост, Моглецы, Тарасы и посёлки МТС и Сенопункт были объединены под общим названием Великая Губа.

## Население
| Населённый пункт                                                              | Расстояние до волостного правления в вёрстах | По переписи 1873 года | По переписи 1873 года | По переписи 1905 года | По переписи 1905 года |
| Населённый пункт                                                              | Расстояние до волостного правления в вёрстах | Количество семей      | Всего жителей         | Количество семей      | Всего жителей         |
| ----------------------------------------------------------------------------- | -------------------------------------------- | --------------------- | --------------------- | --------------------- | --------------------- |
| Верховье (Верховская), в переписи 1905 года включает Репный Посад как выселок | 1                                            | 20                    | 151                   | 30                    | 173                   |
| Репный посад, в переписи 1873 года включает Бережную и Кондо-Бережную         | 1                                            | 32                    | 188                   |                       |                       |

## Инфраструктура
Личное подсобное хозяйство с зоной сельскохозяйственного использования, индивидуальная застройка усадебного типа.

## Транспорт
Действует автобусное сообщение с Петрозаводском через Медвежьегорск.